# Ladislas le Chauve
Ladislas le Chauve (hongrois : Szár László; latin : Ladislas calvus; avant 997– avant 1030) est un membre de la maison d'Árpád, petit-fils de Taksony, Grand Prince des Hongrois. Il est le seul frère connu de Vazul, un duc rebelle aveuglé par ordre de son cousin le roi Saint Étienne Ier de Hongrie en 1031 ou 1032. Les chroniqueurs médiévaux, dans leurs efforts pour dissimuler que rois de Hongrie étaient les descendants de ce prince condamné par leur saint premier roi, avancent qu'au lieu de Vazul, Ladislas est l'ancêtre des monarques hongrois postérieurs. Ján Steinhübel et d'autres historiens slovaque contemporains le décrivent comme un duc de Nitra sous la suzeraineté du royaume de Pologne, mais cette théorie n'est pas universellement acceptée par les historiens. Les détails de la vie de ce prince font l'objet de controverses entre l'historiographie hongroise et slovaque.

## Biographie
Ladislas est un fils de Mihály, qui était le plus jeune fils du Grand-prince Taksony. Selon les historiens hongrois dont Gyula Kristó, il était le plus jeune des deux fils de Mihaly. Par ailleurs, Steinhübel et les autres historiens slovaques prétendent que son frère, Vazul était plus jeune que lui. Leur mère est anonyme. György Györffy avance qu'elle était de la parenté de Samuel, parce que les deux noms de ses fils étaient usités sans la famille de Samuel la maison des Comitopouloï.
Györffy indique également que ni Ladislas ni son frère encore mineur, n'étaient en mesure d'assumer des fonctions administratives quand leur père meurt quelque temps avant 997. En opposition avec ce pont de vue, Vladimir Segeš avance que leur oncle, le Grand Prince Géza avait confié à Ladislas administration de Nitra peu après que son père ait été tué vers 977, et que le même grand prince. Segeš ajoute que Géza destitue Ladislas en faveur de son propre fils, le futur Étienne en 995, mais quand ce dernier succède à son père en 997, il attribue de nouveau le duché à Ladislas.
Une troisième hypothèse est soutenue par Steinhübel. Selon lui Ladislas le Chauve devient seulement duc de Nitra après que
Boleslas le Brave, Duc de Pologne ait occupé une grande partie de la rive nord du
Danube en 1001 après qu'Étienne ait été couronné 1er roi de Hongrie. Segeš écrit même que Ladislas administre une seconde fois le duché de Nitra sous la suzeraineté polonaise au début du XIe siècle. Toutefois la théorie qui veut qu'un vaste territoire au nord du Danube soit passé sous la suzeraineté polonaise
au début d'un XIe siècle, repose seulement sur une source du début du XIIIe siècle la Chronicon Hungarico-Polonicum (en) est fortement critiquée par Györffy. Il précise même que le « Duché de Nitra » a été administré par un des hommes de la suite du roi Étienne nommé Hont-Pázmány qui était un membre important du clan Hont à cette époque.
Ladislas meurt vassal de Boleslas le Brave ou d'Étienne Ier ; ce point reste débattu même parmi les historiens slovaques. Selon Segeš, il ne meurt qu'après que les polonais se soient retirés de Nitra en 1018, et après sa mort son frère, Vazul lui succède comme vassal du roi Étienne. Par ailleurs, Steinhübel dit que Ladislas est encore vassal de Boleslas le Brave quand il meurt et que son frère lui succède quelque temps avant 1030.

## Union et postérité
La Chronica Hungarorum note qu'il prit « sa femme en Ruthénie », S"appuyant sur cette source, l'historien hongrois, Gyula Kristó avance qu'elle était
membre de la famille des Riourikides de la Rus' de Kiev. Il ajoute que son nom était peut-être
Premislava. Selon plusieurs chroniques hongroises, Ladislas est l'ancêtre des rois de Hongrie
régnant après 1046, issus de ses trois fils dont les rois André Ier et Béla Ier. Toutefois plusieurs sources dont la Chronique de Zagreb et une Légende de Gérard de Csanád, conservent la tradition que leur père était en fait Vazul. Györffy et Steinhübel s'accordent sur le fait que Ladislas le Chauve laissa un fils nommé Bonuzlo, suivant le premier, et Domoslav, suivant le second.